# ダイソン (企業)
ダイソン（英: Dyson Limited）は、シンガポールに本拠を構える電気機器メーカー。サイクロン式掃除機を初めて開発・製造した会社として知られる。
創業者のジェームズ・ダイソンは、従来型の紙パック式掃除機が、紙パックが満杯になっていなくても吸引力が落ちてきて交換しなければならないことに気が付き、「フィルターを定期的に交換するか、あるいは、水洗浄することにより、紙パックが不要になる方式」として、デュアルサイクロン方式を発想・開発した。

## 沿革

ダイソン・タングルフリー・タービンツール

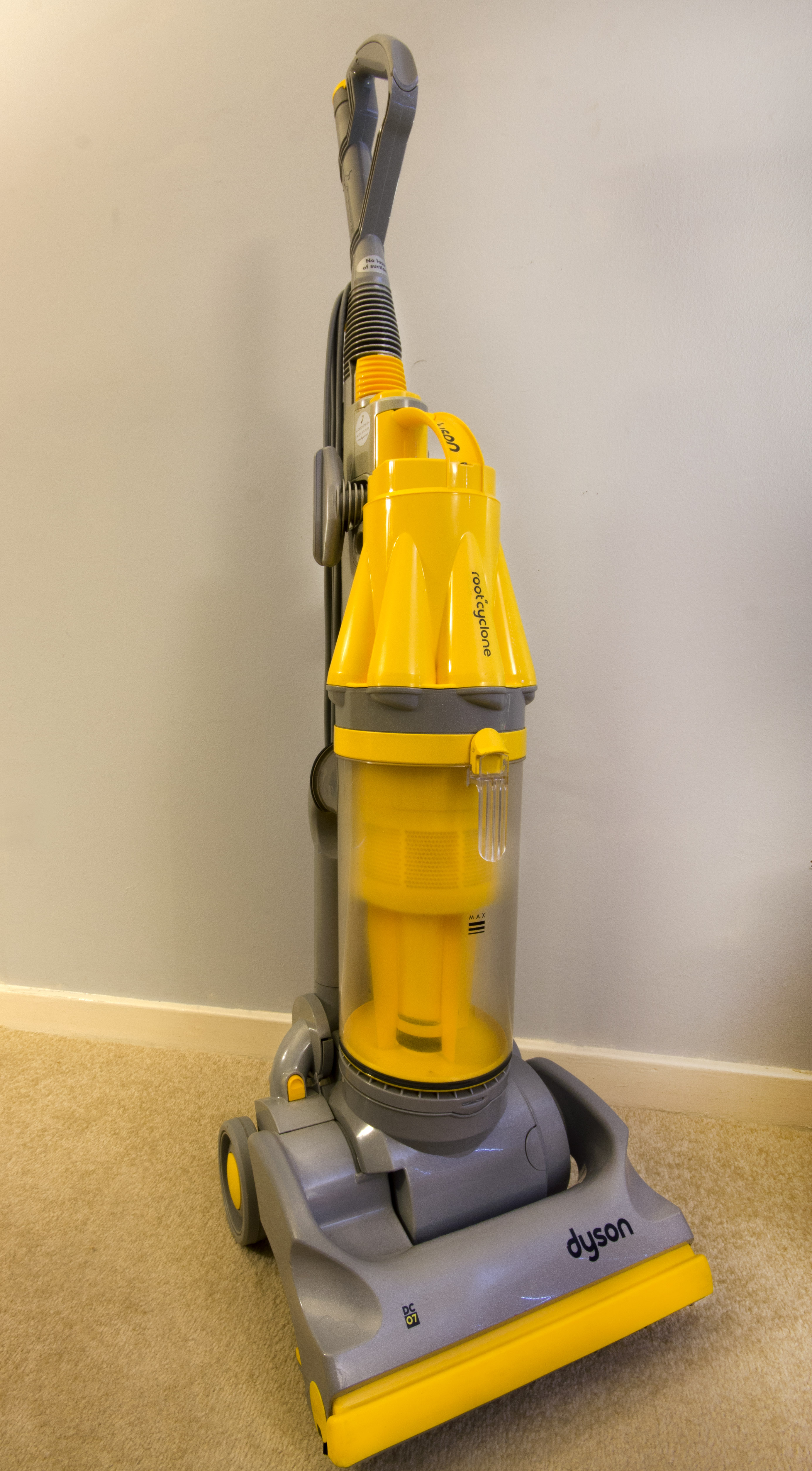
DC07 ダイソン掃除機

1983年、ジェームズ・ダイソンは大鋸屑の集塵機をヒントに、サイクロン掃除機の試作品「G・フォース」を完成させた。それが米誌「Product Design」に掲載されたことがきっかけで、1985年に日本の商社エイペックスにより製品化されることが決まった。ジェームズ・ダイソンは、この契約で先払い78,000ドルと10％のロイヤリティーを得ることとなり、じっさいに「G・フォース」はシルバー精工の製造で1989年に発売された。
ダイソンのライセンスに基づいて英国内においてサイクロン式掃除機を製造販売するメーカーがなかったために、独自に製造販売を始めた（英国のフーヴァー社は、サイクロン式の掃除機を市場に出さないためだけにライセンスを取得しようとしたということを後に認めている）。
その後ジェームズ・ダイソンは、日本からのライセンス料を用いて、ダイソン社を起業。1993年6月に、ウィルトシャーに研究所と工場を開設し、新型掃除機DC01を開発。
長年ウィルトシャーで生産してきたが、2002年にコスト削減のため、かつて洗濯機生産も行っていたマレーシアの工場に生産を移転した。ウィルトシャー随一の大手製造業であるダイソンの工場閉鎖は議論を呼んだが、ダイソン側はウィルトシャーの本社・研究所の強化のため必要なことでありイギリスで雇用する人数は工場移転前よりかえって増えたと反論している。なお基幹部品のひとつであるデジタルモーターは全数シンガポールにて生産されており、同国に新技術センターも設置する計画である。
2017年には、電気自動車の開発を通じて自動車業界へ進出することを発表した。企業買収を通じて技術的な足掛かりを作り、シンガポールに工場を建設して2020年までの稼働させることを見込んでいたが、企業買収の目算は外れたほか採算が見込まれないとして、2019年10月13日までに自動車業界の進出を断念して撤退する方針が発表された。
社内にはデザイナーがおらず、デザインエンジニアが担っている。エンジニアの従業員数は2000人に上る。
イギリスでは、農業用機械の開発および農業事業の「ダイソンファーミング」を設立。また、採取したヒマワリの植物オイルをヘアケア商品に加工する事業も併せて展開している。

### 旗艦店
2015年4月17日、世界初の旗艦店が東京にオープンした。

## 掃除機
- DC01 - 第1号機（フィルター交換方式[13]）。タテ型掃除機。
- DC02 - キャニスター型としては第1号機。
- DC03 - 軽量化された扁平タテ型掃除機。
- DC04 - DC01の後継モデル
- DC05 - キャニスター型第2号機。
- DC06 - DC5と同じ機能を搭載した本格的自動掃除機。吸引式ユニットを搭載した中では最も小型の家庭向け掃除ロボットであった[14][15]。
- DC07 - ルートサイクロン方式によるタテ型掃除機。
- DC08 - ルートサイクロン方式を組み込んだ、新型キャニスター掃除機。
- DC08TW - 軽量伸縮パイプの『テレスコープ・ラップ方式 (Telescope Wrap system)』により初めて小型化に成功。テレスコープ式ハンドルと、本体に巻きつける方式のホースが特徴的。
- DC11 - 日本未発売モデル。テレスコープ式ハンドルと、巻付けホースを組み込んだ最初のキャニスター掃除機。ダストビンが2個並列に付いた『パラレルルートサイクロン』搭載、TW式ハンドルはダストビンの上に取り付けて格納する方式であった[16][17]。
- DC12 - 高速デジタルモーターを採用し本体を軽量化したモデル。2004年6月24日発売。それなりの取り扱いがあった日本向けを意識し徹底改良、同社従来製品よりも小型化して収納性を高めた。
- DC12plus - DC12の進化型。性能はDC12とほぼ変わらないが、カラーや素材に変化がある。
- DC14 - タテ型掃除機の改良版。重心を下げ、テレスコープ式ハンドルを組み込む。
- DC15 - 本体のユニバーサルジョイントに連結された車輪の代わりに、吸引用モーターユニットを格納したボール (Ball technology) を利用し、ハンドルを左右に揺らすだけで機体を舵取りすることができる。
- DC16 - ハンディタイプクリーナー第1号機。充電型でフル充電約6分の使用。2008年2月15日発売。後にモーターヘッドを採用したモデルが追加される。日本国外では『CAR+BOAT』『Issey Miyake＋Dyson』も発売。
- DC17 - 日本未発売のタテ型掃除機、DC14の改良型。DC22と同じ「ルート8サイクロン（本国では『Level 3 Root Cyclone technology』と呼称）」を採用、吸引力の強化に努めた製品で、米国では今も販売中。
- DC18 - タテ型掃除機の改良版、日本未発売。吸引用モーターの取り付け方法を縦型に見直し、スリム化した。生産終了モデル。
- DC19 - 英国での最廉価モデル。DC12のボディーにDC8の金属パイプ式テレスコープ式ハンドルを採用して、価格を抑えた。
- DC20 - DC08TWと形状は似ているが、この機体はヘッドに回転式ブラシがついている。小型ではないため、郊外住宅やペットのいる家庭用として重宝され、本家イギリス向けの機体であるといえる。TBSラジオの954ishopにてTBSが確保した製造ラインを利用し日本向けに100V仕様になったモデルが一部大型ホームセンターなどで販売されている。
- DC21 - DC20の改良型。DC12から始まった『ルート6サイクロン（本国では『Root Cyclone technology』と呼称）』の最終モデル。
- DC22 - サイクロン部を増加させた「ルート8サイクロン」テクノロジーに加えてコアセパレーターを搭載したため、性能を維持するために必要なフィルターの洗浄が、日本家屋の条件では7年に一回で済むようになった。2007年12月1日発売（日本で先行販売）。
- DC23 - 現在発売中のキャニスターモデル。日本限定のDC26同等モデル
- DC24 - タテ型掃除機の日本向け最新版。DC15の後継機種。2008年2月1日発売。
- DC25 - タテ型掃除機の海外最新版。DC14直系の後継機種。DC15より大型化した。
- DC26 - DC23を日本向けに小型軽量化したモデルでホース、パイプ、標準ヘッド、電源コードをふくめた重量は、モーターヘッドタイプとタービンヘッドタイプが、それぞれ 6.26 kg、5.62kgになった。騒音値は未発表。2009年4月10日発売。タービンヘッドタイプは、2009年度グッドデザイン賞金賞（生活領域）を受賞[18]。
- DC31 - ハンディタイプクリーナー第2号機。モーターヘッドを採用したモデルも同時発売。2009年9月18日発売。
- DC34 - ハンディタイプクリーナー。DC31の後継機種。モーターの変更により稼動時間が延びている。2011年2月14日発売。
- DC35 - スティック型コードレスクリーナー。ノズルの交換でハンディタイプにもなる。2011年2月14日発売。
- DC36 - 現在発売中のキャニスターモデル。掃除機の主要部品をボール型の筐体内に収めた「Ball technology」を採用し、空気の流路を再設計した「ラジアルルートサイクロン」を搭載している。
- DC45 - コードレスクリーナー第2号機。DC35に比べて、バッテリー駆動時間が強化されており、通常モードで20分間運転できる。2012年9月27日発売。
- DC46 - キャニスター型掃除機。DC36の後継機種。『32 Root Cyclone™ (ルートサイクロン）テクノロジー』を採用。2012年9月27日発売。
- DC61 - ハンディタイプクリーナー。DC34の後継機種。『ダイソン・デジタルモーターV6』を採用。2013年9月13日発売。
- DC62 - スティック型コードレスクリーナー。DC61とほぼ同一で、吸引力はDC45の1.5倍に向上。
- DC74 - 排気の微粒子を99.97%カットしたモデル。ハンディタイプとスティックタイプで展開。2015年5月21日発売。
- V6シリーズ
- Dyson 360 Eye - ロボット掃除機第1号機。ベルト駆動式転輪を搭載している。2015年10月23日発売。
- V8シリーズ - スティック型コードレスクリーナー。モーターとバッテリーの変更により騒音が50％削減され、通常モードで40分間運転できる最新モデル。2016年5月27日発売。
- V7シリーズ - 2017年5月25日発売。
- V10シリーズ - スティック型コードレスクリーナー。各種モジュールを一直線上に配置したため吸引力が上がっている。[19]
- Dyson 360 Heurist - 2019年2月27日発売。
- V11シリーズ - 2019年3月20日発売。

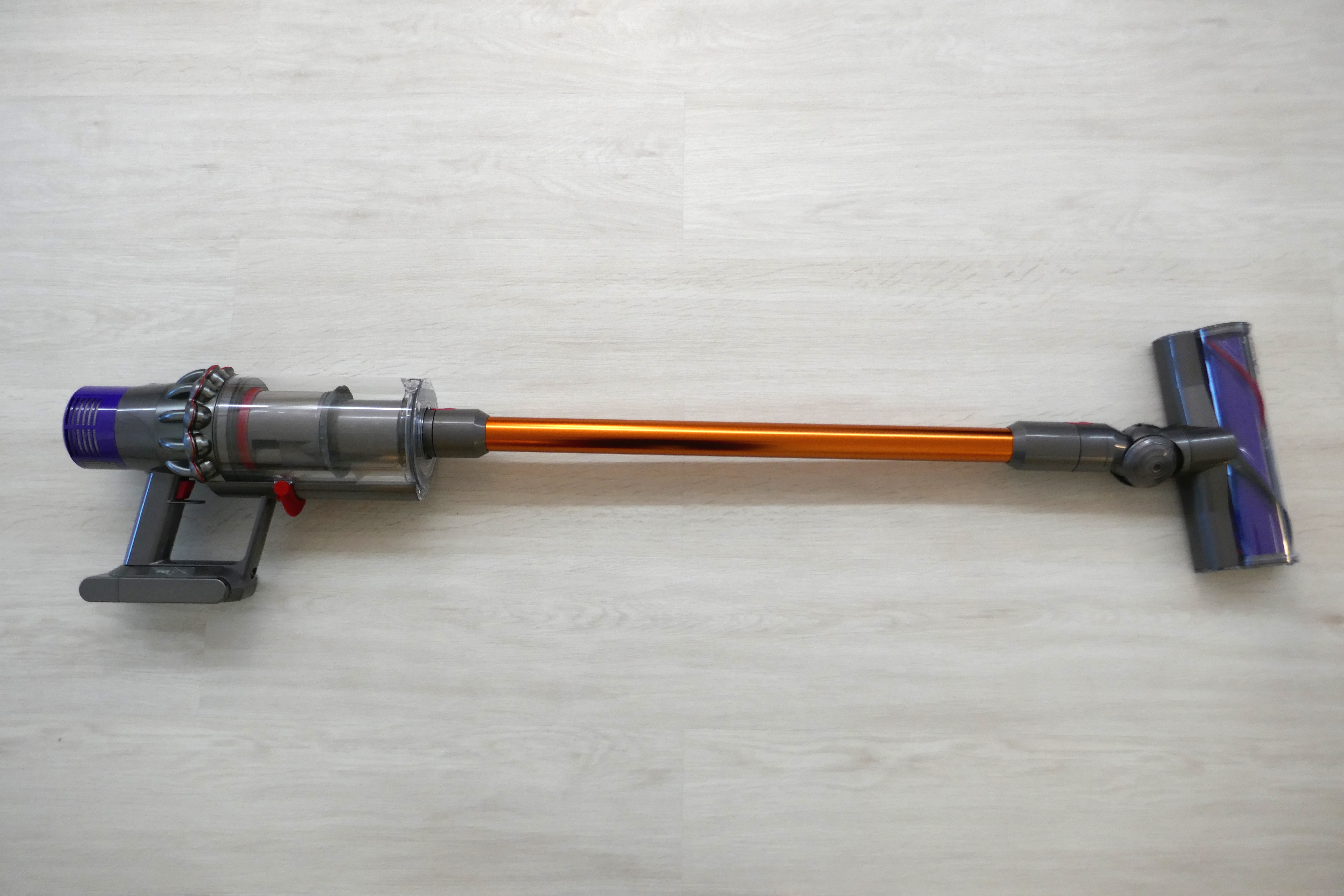
Dyson V10 Absolute

### 掃除機の特色
ダイソン掃除機の最大の特徴は、1886年にアメリカのモース (M. O. Morse) が発明したサイクロン方式を掃除機に応用していることで、これは粉体を扱う工場などで現在もよく使われている方式である。ただし、微細なホコリは完全に分離が出来ないため、サイクロン機構の後段にプレモーターフィルター、HEPAフィルタなどを設けて濾し取っている。このため、キャッチコピーの「吸引力が変わらない」というのは誇張された表現であり、吸引力（いわゆる吸込仕事率）は徐々にではあるが落ち、定期的（一番長いDC22で7年に1回）にモーター前に設けられたプレモーターフィルターを水洗いしなくてはならない（HEPAフィルタは洗浄、交換不要）。なお、「吸引力が変わらない」というキャッチコピーは誤解を与えるとして、イギリスでは2007年5月30日に排除命令を受けたが、日本ではその後も使われ続けている。
ダイソンのサイクロン式掃除機は、他のサイクロン掃除機や紙パック式掃除機と比較して、吸引したゴミやほこりの目詰まりによる、吸引力の低下が少ないという特長を持つが、サイクロン部で空気を高速回転させる時のパワーロスが大きいため、掃除機の性能のひとつの目安とされる吸込仕事率が他の掃除機より圧倒的に低いという欠点を持ち、国民生活センターのレポートでは国内メーカーの掃除機は吸引力が低下してもなおダイソンより高い値を維持していた
。このためかどうかは不明だが、キャニスタータイプ掃除機では、国産のほとんどは定格消費電力が1,000Wなのに対して、ダイソンは定格消費電力が1,100W（ダイソンデジタルモーター機の場合は1,400W）と大きく設計されている。また、モーター付近で空気を高速回転させるため熱がこもりやすく、モーターが焼損しやすくなっている。
紙パックを使い捨てにする必要がなくなった代わりに、こまめなゴミ捨てや、サイクロン機構の後段にあるプレモーターフィルターの定期的な水を使った洗浄と乾燥が必要になった。
「騒音が大きい（DC12では78dB）」、「ホースが柔らかすぎるため扱いにくい」、「パーツの耐久性が弱い」、「欧米人向けであるため、日本人にとっては製品が大きくて重い」「ヘッドを浮かせた際パワーブラシが自動停止しない」などの指摘がある。欧米の床用に設計されているため、日本の家屋では床材(特に畳)を傷める危険性がある。現在ではコードレスクリーナーに注力しており、キャニスタータイプは縮小傾向にある。
アレルギーに対する認知度や治療方法の向上、および、アレルギーに悩む人に適した製品をアドバイスすることを目的としている英国アレルギー協会 (The British Allergy Foundation) の認証を取っている。ただし、この認証を取っているからといって、アレルギーが起こらないことを英国アレルギー協会が保証するものではない。
なお、仮に排気がいくらクリーンであるとしても、クリアビンのゴミを直接ゴミ箱へ捨てた場合は、そこから舞い上がる埃を吸い込む危険性がある。この原因によるアレルギーを未然に防ぐためには、慎重に行われるべき次の一連のゴミ捨て作業がダイソンから推奨されている。
1. クリアビンの外側を雑巾等で拭く。
2. クリアビンをゴミ袋の中にそのまま入れ、袋を閉じた状態で、袋の中でクリアビンの蓋を開ける。
3. クリアビンを振るか軽く叩くなどして、細かい埃まですべてクリアビンから取り除く。
4. ゴミ袋の中でクリアビンの蓋を閉め、埃が立たないように静かにクリアビンを袋から取り出す。
5. ゴミ袋をしっかりと密閉させてから、クリアビンを元の位置に戻す。

これらの操作をユーザーが行って初めて、英国アレルギー協会の認証の条件が満たされることに注意せねばならない。
近年では紙パックの進化により紙パック式でもサイクロンと遜色ない排気性能を実現しており、空気の流路を見直すことで紙パック式でも吸引力が持続するようになったことでダイソンの優位性は既に失われている。
ダイソン社は、人間工学的な発明は数多く行ってきた。例として、縦型掃除機「DC24」は、車輪の代わりにボールを用いて動きやすさを追求し、脊椎への圧迫を和らげ、上腕二頭筋と上腕三頭筋を鍛える効果もあるとしている。
2015年、ダイソンの掃除機がYahoo!検索大賞 2015・家電部門賞を受賞。

## 掃除機以外の製品

### 現行の主要製品

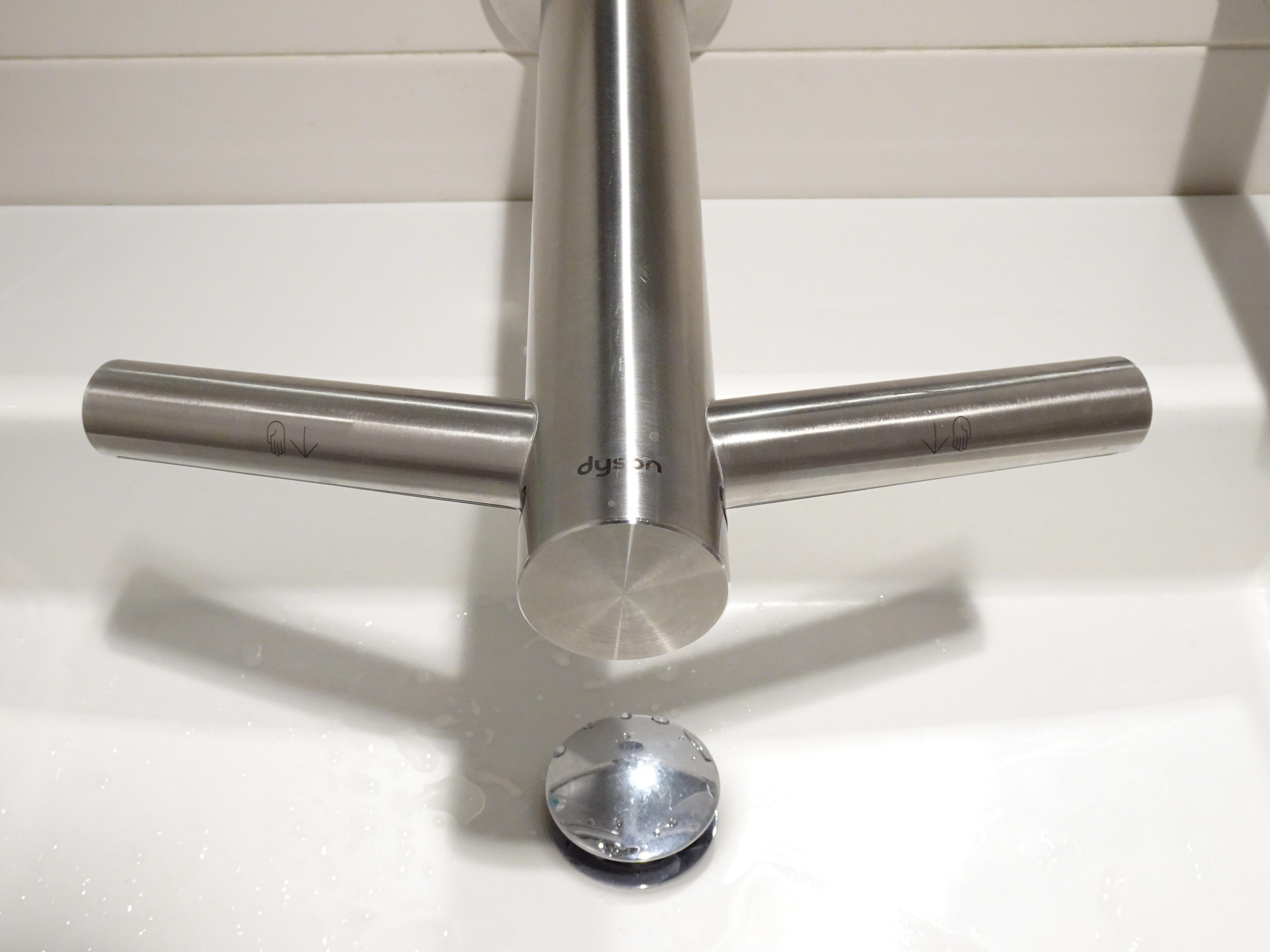
Dyson Airblade Wash+Dry ウォッシャブルハンドドライヤー

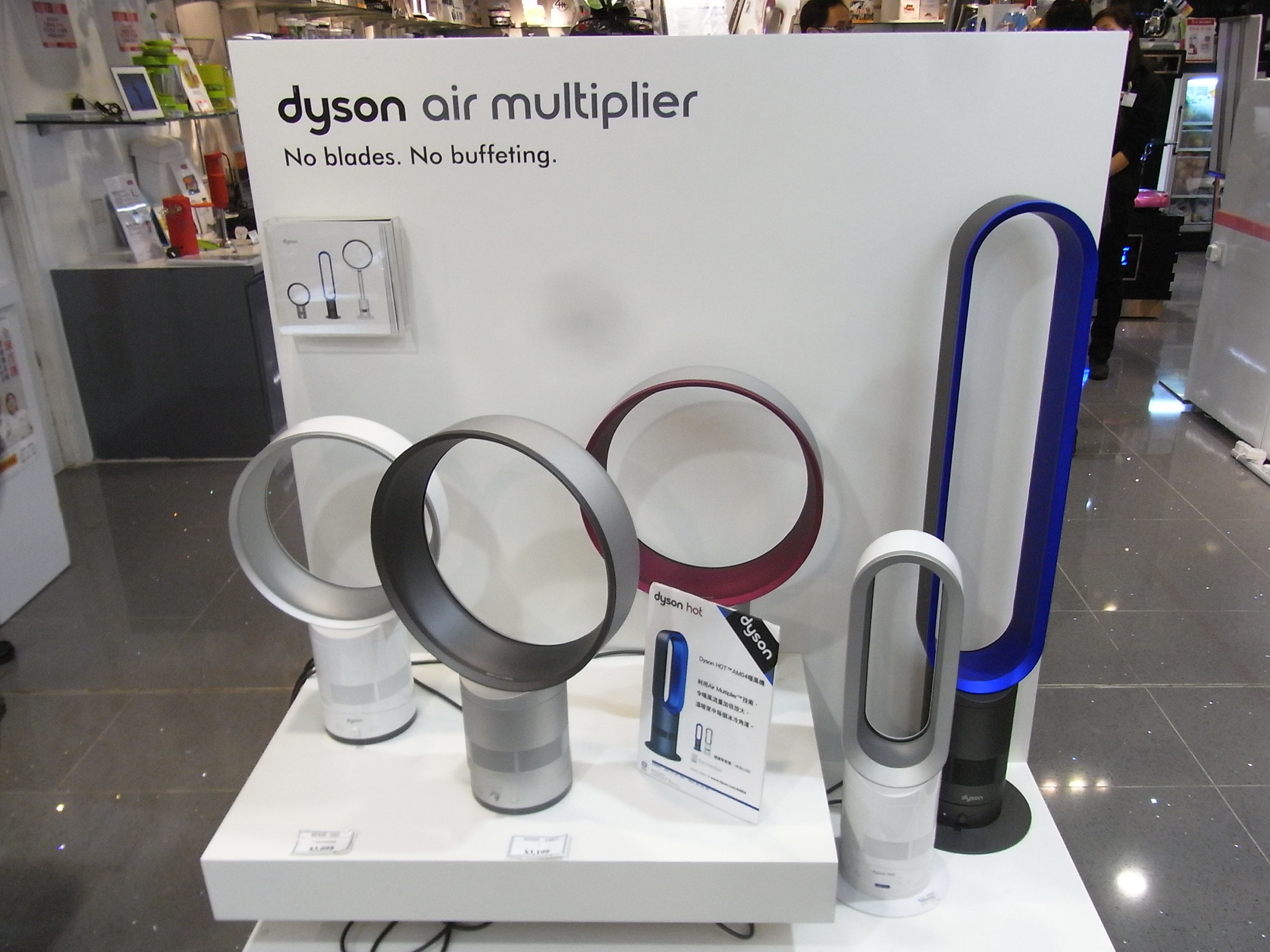
エアマルチプライアー

『Dyson Airblade』（ハンドドライヤー）
掃除機製造で得た技術を応用して造られた業務用機器で、日本では2014年4月9日に発表されたダイソン初のBtoB製品になる。自動車の『ターボ』に似た回転フィンと電子制御式ブラシレスモータを組み合わせた『Dyson Digital Motor』を水切り用のエアジェットを作り出すのに利用している。また、HEPAフィルター搭載のため「汚染された空気で手を乾かすのではない」事を売りにしているが、エアジェットは回りの空気も大量に巻き込むので、効果の程は明らかでない。そして、HEPAフィルターの空気抵抗のために強力なモータを必要とし、大きな消費電力 (1,400W) と大きな騒音 (84dB) という欠点がある。アメリカでは、大規模空港のトイレなどに設置されている所がある。日本ではサラヤが販売代理をしており、茨城空港やJR西日本主要駅のトイレなどに設置されている。2018年6月27日には手洗いと乾燥をシンク内で完結する蛇口一体型ハンドドライヤー『Dyson Airblade Wash+Dry ハンドドライヤー』を発売した。
『Air Multiplier』（エアマルチプライアー）
2009年秋に発売された扇風機。リングの中に周囲の空気を巻き込みながらモーターで加速して風を発生させ、従来の羽根を回転させるタイプに比べて均一な風を送ることができ、安全性・メンテナンス性も高い。この技術は1981年に東芝が特許を取得しており、ダイソンは独自に開発したものの東芝の特許の存在により、英国での特許取得が却下された。英国では20年で特許の最長延長が切れるため東芝の権利を侵害している状態にはないが、新規取得のさいに「新規性」が求められるため（特許が切れたアイデアを新規のアイデアとして特許取得することができない）、エアマルチプライアーの新規性について現在も特許審査が継続されている。
『Dyson Hot + Cool™ ファンヒーター』（セラミックファンヒーター）
エアマルチプライアーに、暖房機能を加えた。台座から空気を吸い込み、ループ状の枠のすき間から温風を吹き出す仕組み。首振り機能で室内を均一に暖め、あらかじめ設定した温度を自動で維持する。「温風モード」から「涼風モード」に切り替えれば、通常の扇風機としても利用できる。2011年10月20日発売。
『Dyson Hygienic Mist』（超音波式加湿器）
エアマルチプライアーに、加湿機能を加えた。除菌用UV-Cライトを搭載し、水を除菌してから加湿を開始するため、超音波式加湿器の弱点である衛生面をクリアしている。「加湿モード」から「涼風モード」に切り替えれば、通常の扇風機としても利用できる。2014年11月6日発売。
『Dyson Pure Cool™』（空気清浄器）
エアマルチプライアーに、空気清浄機能を加えた。高性能HEPAフィルターを搭載し、PM0.1相当の粒子を99.95％除去できる。通常のタイマー付き扇風機としても利用できる。フィルターは筒型のシンプルな構造のため簡単に交換可能。2015年4月28日発売。
『Dyson Zone』（空気清浄ヘッドホン）
高度なノイズキャンセリング技術に再生音の歪みを極限まで抑えた設計、浄化された空気を届ける非接触型シールド、空気清浄の機能を使わない場合、最大50時間の再生が可能。MyDyso™アプリでヘッドホンの操作性も向上。2023年5月23日発売。

### 過去の主要製品
ダイソン式手押し車
車輪の代わりにボールを利用して、軟弱な土壌でもタイヤが沈みにくい手押し車。しかし、普通に太いタイヤを使った手押し車との違いが少なく、現在は製造中止（写真は  参照）。
ドラム二槽式洗濯機『CR01』
欧米で主流のドラム式洗濯機の洗浄力の向上のために、二重反転テクノロジーを利用。「一槽式より二槽式」をスローガンに販売される。その後アレルギー対策を考慮したCR02型に交替するが、特殊構造のドラムにコストがかさむ割には、さほどの効果が見られず、利潤が上がらなくなって洗濯機の製造から撤退した。

## テレビ番組
- 日経スペシャル ガイアの夜明け 買う気にさせます～“生活家電” 新機能開発の裏側～（2006年10月31日、テレビ東京）[34] - 日本向商品開発を取材。
- 日経スペシャル カンブリア宮殿（テレビ東京）
  - 世界を席巻! 常識破りの家電メーカー・ダイソン（2014年5月15日）- ダイソン 創業者 ジェームズ・ダイソン出演[35]。
  - 特別総集編"世界最強"創業者スペシャル 大ピンチに生き残る経営!（2020年5月7日）- アマゾン 創業者 ジェフ・ベゾス、ダイソン 創業者 ジェームズ・ダイソンを取材[36]。

## スポンサー番組
- 現在はすべてPT。
  - マツコの知らない世界（TBS）
  - 土曜プレミアム（フジテレビ）
  - 天才!志村どうぶつ園（日本テレビ）（2016年4月-)
  - ジョブチューン アノ職業のヒミツぶっちゃけます!（TBS）
  - 世界まる見え!テレビ特捜部（日本テレビ）

### 過去のスポンサー番組
- - TVチャンピオン2→チャンピオンズ〜達人のワザが世界を救う〜（テレビ東京系列）
  - 脳内エステ IQサプリ→爆笑レッドカーペット（土曜時代）（フジテレビ）
  - いきなり!黄金伝説。（テレビ朝日）
  - news every（日本テレビ）
  - ナニコレ珍百景（テレビ朝日）
  - 奇跡体験!アンビリバボー（フジテレビ）
  - 情報7daysニュースキャスター（TBS）
  - ネプリーグ（フジテレビ、後半ナショナルスポンサー）
  - 水曜日のダウンタウン（TBS）
  - 幸せ!ボンビーガール（日本テレビ）

## 書籍

### 関連書籍
- 『逆風野郎！ ダイソン成功物語』（著者:ジェームズ・ダイソン、訳者:樫村志保）（2004年5月31日、日経BP社）ISBN 9784822244040
- 『インベンション 僕は未来を創意する』（著者:ジェームズ・ダイソン、訳者:川上純子）（2022年5月25日、日経BP社）ISBN 9784296113064